# Championnats d'Europe de gymnastique rythmique 1986
Navigation
Édition précédente Édition suivante
Les championnats d'Europe de gymnastique rythmique 1986, cinquième édition des championnats d'Europe de gymnastique rythmique, ont eu lieu du 18 septembre 1986 au 21 septembre 1986 à Florence, en Italie.

## Médaillées
| Épreuve                      | Or                                                                       | Argent                                   | Bronze                   |
| ---------------------------- | ------------------------------------------------------------------------ | ---------------------------------------- | ------------------------ |
| Finales individuelles senior |                                                                          |                                          |                          |
| Concours général individuel  | Lilia Ignatova (BUL) Bianka Panova (BUL)                                 | Non décernée                             | Galina Beloglazova (URS) |
| Corde                        | Lilia Ignatova (BUL) Bianka Panova (BUL)                                 | Non décernée                             | Marina Lobatch (URS)     |
| Ballon                       | Galina Beloglazova (URS) Adriana Dunavska (URS) Tatiana Druchinina (URS) | Non décernée                             | Non décernée             |
| Massues                      | Lilia Ignatova (BUL) Bianka Panova (BUL)                                 | Non décernée                             | Galina Beloglazova (URS) |
| Ruban                        | Galina Beloglazova (URS)                                                 | Lilia Ignatova (BUL) Bianka Panova (BUL) | Non décernée             |
| Finales en groupe senior     |                                                                          |                                          |                          |
| Concours général en groupe   | Bulgarie                                                                 | Union soviétique                         | Espagne                  |